# Bo-Jungar Wikgren
Bo-Jungar Paul Wikgren, född 28 februari 1927 i Karis, död 30 januari 2013, var en finländsk  zoolog.
Wikgren avlade filosofie doktorsexamen 1957 på en avhandling om osmoregulation hos vattendjur. Han var 1948–1952 assistent och 1956–1962 docent i zoologi vid Helsingfors universitet. Han verkade 1952–1957 som fiskeribiolog vid Fiskeristiftelsen och vid Lantbruksstyrelsens byrå för fiskeriundersökningar. Han utnämndes 1957 till biträdande professor och 1967 till professor i allmän biologi vid Åbo Akademi.
Wikgren forskade bland annat om parasitiska inälvsmaskar. Efter pensioneringen 1990 arbetade han med vetenskapshistoriska frågor och bland annat utgav Biologins historia. Allmänt och i Finland (1996).